# 阿斯科特區 (昆士蘭州)
阿斯科特是布里斯本市的市民平均收入最高的一個市轄區。

## 外部連結
- Map and key statistics （页面存档备份，存于） by 布里斯本市政府
- University of Queensland: Queensland Places: Ascot （页面存档备份，存于）

27°25′55″S 153°03′54″E / 27.43194°S 153.06500°E